# Neomormonilla polaris
Neomormonilla polaris is een eenoogkreeftjessoort uit de familie van de Mormonillidae. De wetenschappelijke naam van de soort werd in 1900 voor het eerst geldig gepubliceerd door Georg Ossian Sars.